# Britain and Ireland's Next Top Model (nona edizione)
La nona edizione di "Britain & Ireland's Next Top Model" è andata in onda sul canale "Sky Living" dal 20 giugno al 5 settembre 2013, ancora una volta sotto la conduzione della modella australiana Elle Macpherson.
La giuria era composta soltanto da tre persone in questa edizione: la Macpherson, il riconfermato modello statunitense Tyson Beckford e la cantante e attrice australiana Dannii Minogue; il processo di giudizio è stato rinnovato, infatti le concorrenti non venivano tutte valutate, ma era stilata subito la classifica di merito. Le quattro in fondo ad essa erano a rischio eliminazione ed erano loro ad essere giudicate, per poi giungere alla persona eliminata.
28 sono state le semifinaliste presentate nel primo episodio, 14 le finaliste selezionate dopo i casting e il primo servizio fotografico.
La vincitrice di questa edizione è stata la ventitreenne Lauren Lambert di Wallington, Inghilterra che, con i suoi 188 centimetri di altezza, è la vincitrice più alta dello show (eguagliando il record dell'americana Ann Ward); la Lambert ha portato a casa un contratto con l'agenzia "Models 1", un contratto con la "Revlon" e la "TRESemmé", un servizio con copertina per la rivista "Company Magazine" e un viaggio pagato a New York, Stati Uniti.
L'unica destinazione internazionale di questa edizione sono state le isole Barbados.

## Concorrenti
(L'età si riferisce al tempo della messa in onda del programma)
| Concorrente              | Età | Altezza | Provenienza              | Posizionamento |
| ------------------------ | --- | ------- | ------------------------ | -------------- |
| Christina Chalk          | 19  | 173 cm  | Dunblaine, Scozia        | 14.            |
| Danielle Sandhu          | 20  | 175 cm  | Retford, Inghilterra     | 13.            |
| Jessica "Jess" Patterson | 19  | 175 cm  | Knocklyon, Irlanda       | 12.            |
| Abigail Sakari Johns     | 18  | 178 cm  | Londra, Inghilterra      | 11.            |
| Laura Young              | 19  | 177 cm  | Malvern, Inghilterra     | 10.            |
| Emily Garner             | 18  | 173 cm  | Chelmsford, Inghilterra  | 9.             |
| Saffron Williams         | 19  | 175 cm  | Batley, Inghilterra      | 8.             |
| Holly Carpenter          | 21  | 175 cm  | Raheny, Irlanda          | 7.             |
| Angel Mbonu              | 17  | 177 cm  | Middlesex, Inghilterra   | 6.             |
| Naomi Pelkiewicz         | 22  | 180 cm  | Bristol, Inghilterra     | 5.             |
| Sophie Ellson            | 19  | 181 cm  | Bournemouth, Inghilterra | 4.             |
| Sarah Kennedy            | 23  | 174 cm  | Portnoo, Irlanda         | 3./2.          |
| Emma Ward                | 20  | 178 cm  | Leeds, Inghilterra       | 3./2.          |
| Lauren Lambert           | 23  | 188 cm  | Wallington, Inghilterra  | Vincitrice     |

### Ordine di chiamata
| 1  | Angel     | Emma      | Lauren   | Naomi   | Sarah   | Lauren  | Lauren  | Angel   | Lauren | Sarah  | Emma   | Emma   | Lauren |  |  |  |
| 2  | Emma      | Naomi     | Sophie   | Laura   | Sophie  | Sophie  | Sophie  | Emma    | Sophie | Naomi  | Sarah  | Sarah  | Emma   |  |  |  |
| 3  | Laura     | Lauren    | Sarah    | Emma    | Naomi   | Sarah   | Sarah   | Sophie  | Emma   | Lauren | Lauren | Lauren | Sarah  |  |  |  |
| 4  | Jess      | Sophie    | Holly    | Lauren  | Holly   | Holly   | Emma    | Naomi   | Angel  | Sophie | Sophie | Sophie |        |  |  |  |
| 5  | Lauren    | Angel     | Angel    | Angel   | Lauren  | Angel   | Saffron | Lauren  | Naomi  | Emma   | Naomi  |        |        |  |  |  |
| 6  | Saffron   | Holly     | Emily    | Sarah   | Emily   | Emma    | Holly   | Sarah   | Sarah  | Angel  |        |        |        |  |  |  |
| 7  | Christina | Emily     | Emma     | Emily   | Saffron | Naomi   | Angel   | Holly   | Holly  |        |        |        |        |  |  |  |
| 8  | Emily     | Jess      | Naomi    | Saffron | Angel   | Saffron | Naomi   | Saffron |        |        |        |        |        |  |  |  |
| 9  | Holly     | Abigail   | Jess     | Sophie  | Emma    | Emily   | Emily   |         |        |        |        |        |        |  |  |  |
| 10 | Sarah     | Laura     | Laura    | Holly   | Laura   | Laura   |         |         |        |        |        |        |        |  |  |  |
| 11 | Sophie    | Sarah     | Saffron  | Abigail | Abigail |         |         |         |        |        |        |        |        |  |  |  |
| 12 | Abigail   | Saffron   | Abigail  | Jess    |         |         |         |         |        |        |        |        |        |  |  |  |
| 13 | Danielle  | Danielle  | Danielle |         |         |         |         |         |        |        |        |        |        |  |  |  |
| 14 | Naomi     | Christina |          |         |         |         |         |         |        |        |        |        |        |  |  |  |

- Nel primo episodio, l'ordine di chiamata per la scelta delle fineliste è casuale
- Dal decimo episodio, le concorrenti a rischio sono 3 e non più 4

     La concorrente è stata eliminata
     La concorrente ha vinto la competizione

### Servizi
- Episodio 1: Beauty shoots al naturale in gruppo (casting)
- Episodio 2: Copertina "Company Magazine" (casting)
- Episodio 3: Ginnaste sulla cavallina con Louis Smith
- Episodio 4: In topless con un modello in spiaggia
- Episodio 5: Scatti sott'acqua
- Episodio 6: Nudi artistici in bianco e nero
- Episodio 7: Impersonando personaggi delle fiabe
- Episodio 8: In posa con un serpente
- Episodio 9: Beauty shoots per "Revlon"
- Episodio 10: Campagna pubblicitaria per "TRESemmé"
- Episodio 11: Gioielli "Jerboa" in una caverna
- Episodio 12: Copertina "LG Magazine"; Alta moda in una piantagione di zucchero
- Episodio 13: Modamare

### Giudici
- Elle Macpherson
- Tyson Beckford
- Dannii Minogue